# Polski Znak Honorowy

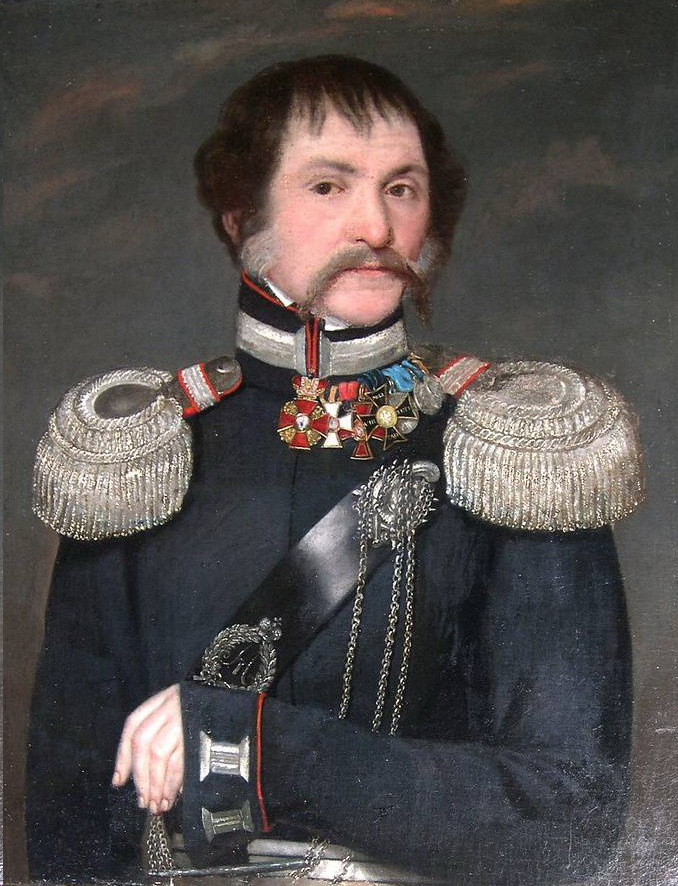
Płk Wasilij Stiepanowicz Zołotariow, odznaczony Polską Odznaką Zaszczytną za Zasługi Wojenne (Virtuti Militari) za stłumienie powstania listopadowego w 1831 roku

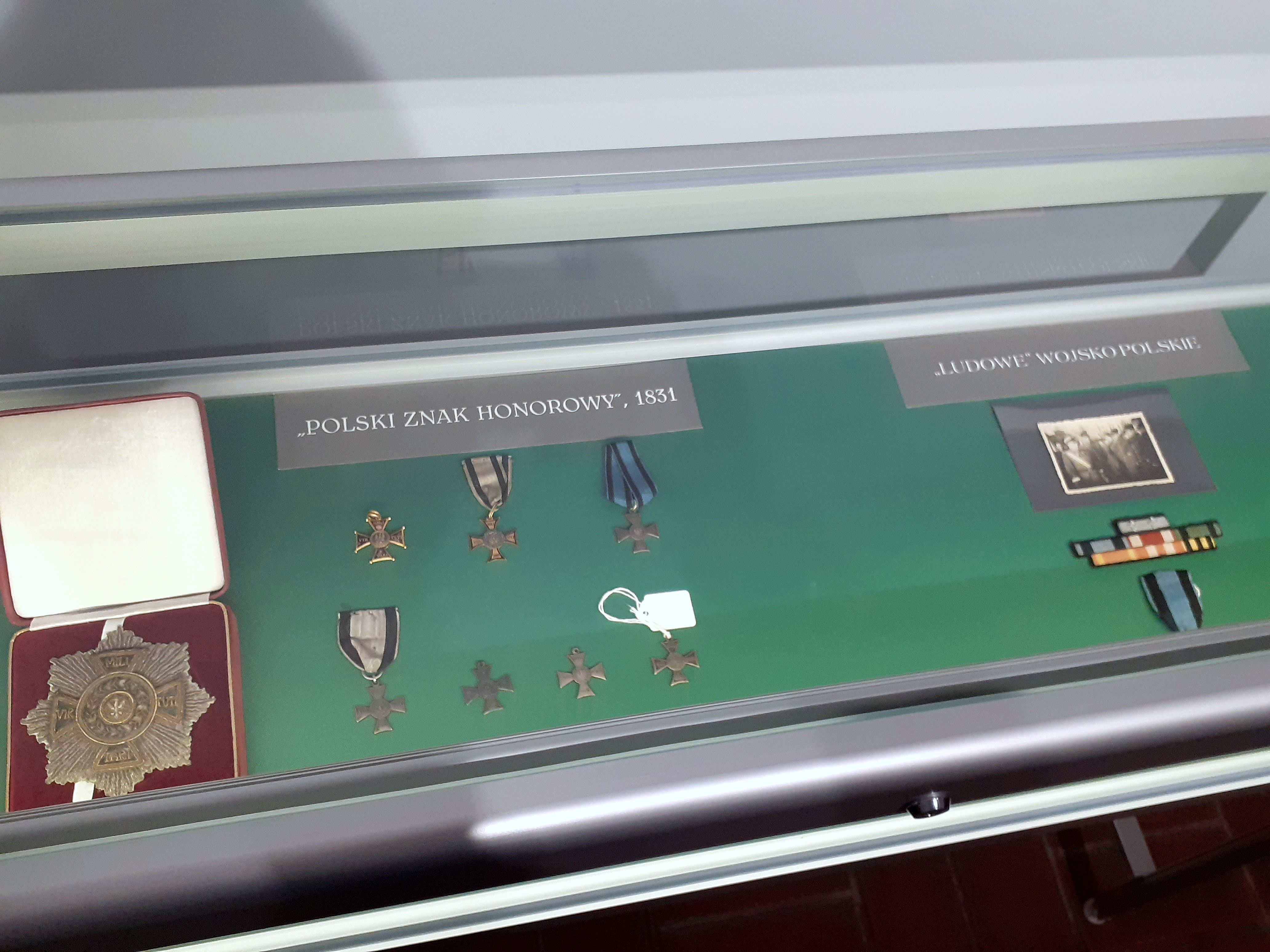
Polski Znak Honorowy na wystawie 230 lat Virtuti Militari

Polski Znak Honorowy (ros. Польский Знак Отличия за Военное Достоинство, Polska Odznaka Zaszczytna za Zasługi Wojenne) – odznaka pamiątkowa Imperium Rosyjskiego, ustanowiona przez cesarza Mikołaja I po stłumieniu powstania listopadowego.

## Historia
Wprowadzona rozkazem Mikołaja I z 12 stycznia 1832 roku (31 grudnia 1831 roku starego stylu obowiązującego wtedy w Rosji), degradującym polski Order Virtuti Militari do rangi pamiątkowej odznaki rosyjskiej, nadawanej wszystkim uczestnikom walk z powstańcami listopadowymi. Polski Znak Honorowy był kopią orderu Virtuti Militari, jednak dokonano w nim paru istotnych zmian: krzyż orderowy był nieco mniejszy (miał rozmiary 36 mm x 33 mm dla IV klasy i 34 mm x 30 mm dla V klasy), na rewersie pod hasłem Rex et Patria umieszczono datę 1831, a wstążkę ułożono w tzw. rosyjski pięciokąt.
Odznaka dzieliła się na V klas. Powszechność nadania miała w zamierzeniu Rosjan zdeprecjonować wartość polskiego orderu. Do czerwca 1835 nadana została 106,5 tysiącom osób. Klasę I nadano 14 osobom, klasę II – 188, klasę III – 1105, klasę IV – 5219, klasę V – ok. 100 tysiącom osób. Później nadano jeszcze około 3000 odznak klasy IV i V.
Odznaczenie nie zostało włączone do rosyjskiego oficjalnego systemu odznaczeń. W carskiej precedencji miało niższe znaczenie niż wszelkie inne odznaczenia. Było przyznawane żołnierzom rosyjskim (szczególnie tym pacyfikującym niepokoje w Polsce), ale nie przyznawano go osobom o szlacheckim pochodzeniu. Odznaczenie zostało włączone do rosyjskiego oficjalnego systemu odznaczeń w 1857 roku.
Order Virtuti Militari został wskrzeszony przez Sejm Rzeczypospolitej Polskiej 1 sierpnia 1919 roku.

## Uwaga
Polskiego Znaku Honorowego nie należy mylić ze Znakiem Honorowym, ustanowionym przez cesarza Mikołaja I w 1829 roku i przyznawanym (jedynie w 1830 roku) za długoletnią służbę oficerom i urzędnikom cywilnym.